# Paraguay ai Giochi della XXIX Olimpiade
Il Paraguay ha partecipato ai Giochi della XXIX Olimpiade di Pechino, svoltisi dall'8 al 24 agosto 2008, con una delegazione di 7 atleti.

## Atletica leggera
| Lancio del giavellotto maschile  | Víctor Fatecha | 71,58 m | 30 |  |  |  |  |
| Lancio del giavellotto femminile | Leryn Franco   | 45,34 m | 51 |  |  |  |  |

## Nuoto
| Gara                  | Atleta              | Batterie | Batterie | Semifinali | Semifinali | Finale | Finale |
| Gara                  | Atleta              | Tempo    | Pos.     | Tempo      | Pos.       | Tempo  | Pos.   |
| --------------------- | ------------------- | -------- | -------- | ---------- | ---------- | ------ | ------ |
| 100 m rana maschili   | Genaro Prono        | 1'02"32  | 41       |            |            |        |        |
| 100 m dorso femminili | Maria Virginia Baez | 1'05"39  | 46       |            |            |        |        |

## Tennis tavolo
| Gara             | Atleta          | Preliminari                                                 | Turno 1 | Turno 2 | Turno 3 | Turno 4 | Quarti | Semifinali | Finale |
| ---------------- | --------------- | ----------------------------------------------------------- | ------- | ------- | ------- | ------- | ------ | ---------- | ------ |
| Singolo maschile | Marcelo Aguirre | Jang Song Man (Corea del Nord) 0-4 (11-7, 11-3, 11-8, 11-3) |         |         |         |         |        |            |        |

## Tiro
| Gara                            | Atleta         | Qualificazioni | Qualificazioni | Finale    | Finale       | Finale |
| Gara                            | Atleta         | Punteggio      | Pos.           | Punteggio | Punt. totale | Pos.   |
| ------------------------------- | -------------- | -------------- | -------------- | --------- | ------------ | ------ |
| Pistola 10 metri aria compressa | Patricia Wilka | 208            | 44             |           |              |        |

## Vela
| Gara                         | Atleta            | Regata | Regata | Regata | Regata | Regata | Regata | Regata | Regata | Regata | Regata     | Regata | Punteggio | Pos. |
| Gara                         | Atleta            | 1      | 2      | 3      | 4      | 5      | 6      | 7      | 8      | 9      | 10         | M      | Punteggio | Pos. |
| ---------------------------- | ----------------- | ------ | ------ | ------ | ------ | ------ | ------ | ------ | ------ | ------ | ---------- | ------ | --------- | ---- |
| Laser Radial class femminile | Florenica Cerutti | 28     | 2      | 23     | 23     | 26     | 25     | 17     | 7      | 19     | cancellata |        | 125       | 22   |